# Mahmoud Guendouz
Mahmoud Guendouz (arab. ‏محمود قندوز‎; ur. 24 lutego 1953 w El Harrach) – algierski piłkarz grający na pozycji obrońcy, reprezentant kraju w latach 1977–1986, następnie trener piłkarski. Zadebiutował w klubie NA Hussein Dey. Był uczestnikiem mistrzostw świata w piłce nożnej w Hiszpanii i mistrzostw świata w piłce nożnej w Meksyku.